# ちまちま
『ちまちま』は、かがみふみをによる日本の漫画作品。

## 登場人物
千村真由
小柄でどんくさい女の子。ミルミルが好き。
黒川
背が高く親切な男の子。
亜矢子
真由の友人。
裕実
真由の友人。
太田
春の同級生。
追堀
教師。
千村高広
真由の弟。

## 単行本
- かがみふみを 『ちまちま』 双葉社〈コミックハイ!〉、全1巻
  1. 2006年5月12日発行、ISBN 4-575-83226-X